# Comtat de Madison (Alabama)
Madison Comtat és un comtat de l'estat d'Alabama als Estats Units. La població al cens de 2010 era 334,811, fent-lo el tercer comtat amb més població dins Alabama. La seva seu de comtat és Huntsville. El comtat és anomenat en honor de James Madison, quart President dels Estats Units d'Amèrica i el primer President en visitar l'estat d'Alabama.